# Olympia (альбом Брайана Ферри)
| Оценки критиков | Оценки критиков |
| Источник        | Оценка          |
| --------------- | --------------- |
| Allmusic        | [ 1 ]           |
| The A.V. Club   | (B)             |
| Clash           | (7/10)          |
| Pitchfork Media | (7.5/10)        |
| Popmatters      | (8/10)          |
| Rolling Stone   | [ 6 ]           |
| Spin            | [ 7 ]           |

Olympia — тринадцатый студийный альбом британского рок-исполнителя Брайана Ферри, выпущенный в 2010 году, спустя три года с момента выхода его предыдущей работы Dylanesque, представляющей собой альбом кавер-версий на хиты Боба Дилана, это первый альбом с оригинальным материалом Брайана Ферри, начиная с 2002 года.

## Об альбоме
В создании Olympia приняли участие многие известные музыканты, в их числе Дэйв Стюарт, Брайан Ино, Дэвид Гилмор, участники электронного дуэта Groove Armada, американская поп-группа Scissor Sisters, а также бывшие коллеги Ферри по группе Roxy Music — Фил Манзанера и Энди Маккей.
Некоторые треки альбома не являются новым материалом, например песня «Shameless» появилась ранее в альбоме Black Light группы Groove Armada, а «Song to the Siren» — это песня американца Тима Бакли. Также в Olympia присутствуют новые версии хитов группы Traffic и Джона Леннона (песни «No Face, No Name, No Number» и «Whatever Gets You thru the Night» соответственно).
Обложка альбома представляет собой фотографию британской ролевой супермодели Кейт Мосс.
Альбом получил достаточно высокие оценки в британской прессе.
Доступны обычное (10 треков), расширенное (12 треков) и коллекционное (2 CD и сорокастраничный буклет) издания альбома.

## Список композиций
1. «You Can Dance» — 4:29
2. «Alphaville» — 4:25
3. «Heartache By Numbers» — 4:56 (Ферри/Scissor Sisters)
4. «Me Oh My» — 4:40 (Ферри)
5. «Shameless» — 4:36 (Ферри/Cato/Findlay)
6. «Song to the Siren» — 5:56 (Бакли/Beckett)
7. «No Face, No Name, No Number» — 4:40 (Capaldi/Уинвуд)
8. «BF Bass (Ode to Olympia)» — 4:09 (Ферри/Манзанера)
9. «Reason or Rhyme» — 6:52 (Ферри)
10. «Tender Is the Night» — 4:35